# 克爾德拉魯鄉
44°27′41″N 24°56′21″E / 44.4613°N 24.9393°E
克爾德拉魯鄉（羅馬尼亞語：Comuna Căldăraru, Argeș），是羅馬尼亞的鄉份，位於該國中南部，由阿爾傑什縣負責管轄，面積60平方公里，海拔高度166米，2009年人口2,627，人口密度每平方公里44人。